# François Adamski
François Adamski, né le 26 mars 1971 à Cucq, est un directeur de restauration ainsi qu'un chef gastronomique du nord de la France.

## Biographie
François Adamski est un chef gastronomique du nord de la France.
Il est né le 26 mars 1971 à Cucq dans le Pas-de-Calais. Après un parcours scolaire à l’École hôtelière du Touquet, il se déplace à Paris afin d'effectuer son service militaire à l’hôtel Matignon où il cuisine pour le Premier ministre. Il cuisine ensuite à l'hôtel Ritz,  au Plaza Athénée, Maison Prunier, l’Intercontinental . Par la suite, il deviendra chef à l'abbaye Saint-Ambroix de Bourges où il recevra en 2001 le Bocuse d'or. En 2007, il est couronné « Meilleur ouvrier de France ».
En 2009, il quitte l'abbaye et son poste de chef, pour rejoindre Le Gabriel sur la place de la Bourse qui est considéré comme une des plus belles places de Bordeaux. En juillet de cette année, Le Gabriel reçoit sa première étoile Michelin. En 2011, le bistrot du Gabriel est récompensé par le guide Michelin d'un bib gourmand.

## Formation
François Adamski s'est formé dans un premier temps dans l'école hôtelière du Touquet où il a obtenu un CAP, puis il a obtenu un BEP et enfin un BTS.